# Anżelika Kornijenko
Anżelika Anatolijiwna Kornijenko, ukr. Анжеліка Анатоліївна Корнієнко (ur. 20 czerwca 1973) – ukraińska piłkarka, grająca na pozycji napastnika, reprezentantka Ukrainy.

## Kariera piłkarska

### Kariera klubowa
W 1989 rozpoczęła zawodową karierę klubową w seniorskiej drużynie Dynamo Kijów, skąd przeniosła się w 1993 do Areny Kijów, z którą wygrała Puchar Ukrainy. W następnym roku została zawodniczką klubu Junisa Kijów, który w 1995 zmienił nazwę na Spartak Kijów. Potem wyjechała za granicę, gdzie broniła barw rosyjskich klubów. W 1999 wróciła do ojczyzny, gdzie zasiliła skład klubu Kyjiwśka Ruś Kijów. Jesienią 2001 występowała w drużynie Charkiwianka Charków. W 2004 zakończyła karierę piłkarską w SocTechu Kijów.

### Kariera reprezentacyjna
15 lipca 1995 roku zadebiutowała w seniorskiej kadrze narodowej w wygranym 1:0 meczu towarzyskim z Rosją.

## Sukcesy i odznaczenia

### Sukcesy klubowe
Arena Kijów
- mistrz Ukrainy (1): 1993
- zdobywca Pucharu Ukrainy (1): 1993

Junisa Kijów
- wicemistrz Ukrainy (1): 1994

Kyjiwśka Ruś Kijów
- wicemistrz Ukrainy (1): 2001